# Lutrinae
Los lutrinos (Lutrinae), conocidos comúnmente como nutrias, son una subfamilia de mamíferos placentarios carnívoros de la familia Mustelidae. Actualmente existen trece especies de nutrias repartidas en siete géneros, con una distribución de la población prácticamente mundial. El término nutria, sobre todo en América del Sur, designa también a otro animal, el coipo o quiyá (Myocastor coypus), de costumbres predominantemente acuáticas, pero que es un roedor.

## Características
Poseen un tupido pelaje impermeable que les permite conservar el calor de su cuerpo. Son grandes nadadoras y pueden cerrar sus fosas nasales bajo el agua, pudiendo permanecer bajo el agua hasta cuatro minutos sin salir a la superficie para respirar. Realizan movimiento de patas y cola, de arriba abajo, cuando se desplazan por el agua a gran velocidad. Solo utilizan sus patas delanteras cuando nadan lentamente. En el agua pueden alcanzar velocidades de hasta 12 km/h. Al ser mamíferos que pasan la mayor parte del tiempo en el agua (incluso cuando duermen), se cogen de la mano con el fin de evitar que la corriente del agua los arrastre y los separe del grupo. De este modo, las nutrias marinas se aseguran de que no van a despertarse solas. Las nutrias son animales inteligentes y cariñosos. Usan herramientas para distintos fines; para procurarse alimentos, jugar y protegerse.

## Historia natural

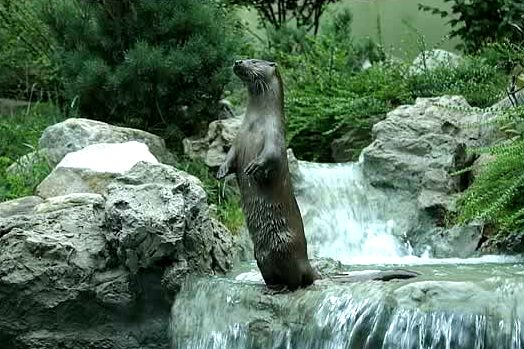
Nutria del valle de Ossau (Pirineos franceses), 2002.

Las nutrias entran en celo en cualquier época del año; sin embargo, su reproducción es lenta e irregular, aunque se observan mayor cantidad de partos durante la primavera. De cada uno de ellos pueden resultar dos o tres crías, que nacen ciegas y sin dientes. Su período de lactancia es de unos dos meses, abandonando el territorio materno después de aproximadamente un año, cuando comienzan a vagar en busca de establecer su propio territorio, cosa que efectúan aproximadamente después de dos años de haber nacido. Su fisionomía adaptada a una vida acuática presenta una evolución convergente con Puijila darwini (el ancestro de las focas y leones marinos), y en menor medida con el Coipo.

### Nutrias de río
Las nutrias de río se alimentan de pequeños peces, ranas y otros animales acuáticos que atrapan con la boca. En cambio, las nutrias tropicales de Asia y África escarban en el barro del fondo de los ríos con sus sensibles patas delanteras en busca de alimento (camarones, cangrejos y similares).

### Nutrias marinas
Las nutrias marinas viven frente a las costas occidentales de América del Norte, que atrapan a sus presas con las patas delanteras: peces de movimientos lentos y animales con concha, como erizos de mar y moluscos. Se le atribuye a este animal el uso de herramientas, pues toman una piedra del fondo del mar y, nadando boca arriba, la colocan sobre su pecho y golpean los mejillones hasta partirlos, siendo, además de los primates, uno de los pocos mamíferos que utilizan algún tipo de "herramienta". Es un animal en peligro de extinción por lo que, en muchos lugares, su caza está prohibida. Su depredador natural es la orca.

### Nutria gigante
En Argentina, Colombia, Brasil, Ecuador, Guyana, Venezuela, Paraguay, Uruguay y también Perú, existe una especie de nutria de gran tamaño, la nutria gigante (Pteronura brasiliensis), que llega a medir unos 2 m y pesar entre 35 y 40 kg. Su pelaje es marrón y muy tupido, lo que las hizo especialmente deseables por los cazadores. Se alimenta exclusivamente de peces que cazan en grupos de dos a cinco individuos. Vive en grupos familiares, usualmente los reproductores, los cachorros y los casi adultos. Estos últimos colaboran en la crianza de los cachorros, pero no se reproducen hasta abandonar el grupo familiar. Los conquistadores españoles las apodaron "lobos de río". Su hábitat común suele ser la cuenca del río Amazonas y el río Orinoco y son, junto con el jaguar, el caimán negro, la anaconda y el águila arpía, uno de los superdepredadores en América del Sur. Esta especie se encuentra en algunos de los ríos al norte de Argentina, no así en Uruguay donde se ha evitado su extinción mediante criaderos. En Perú se inició labores para proteger la última nutria descubierta en peligro de extinción en la ciudad de Arequipa en el poblado de Ayo Castilla.

## Clasificación

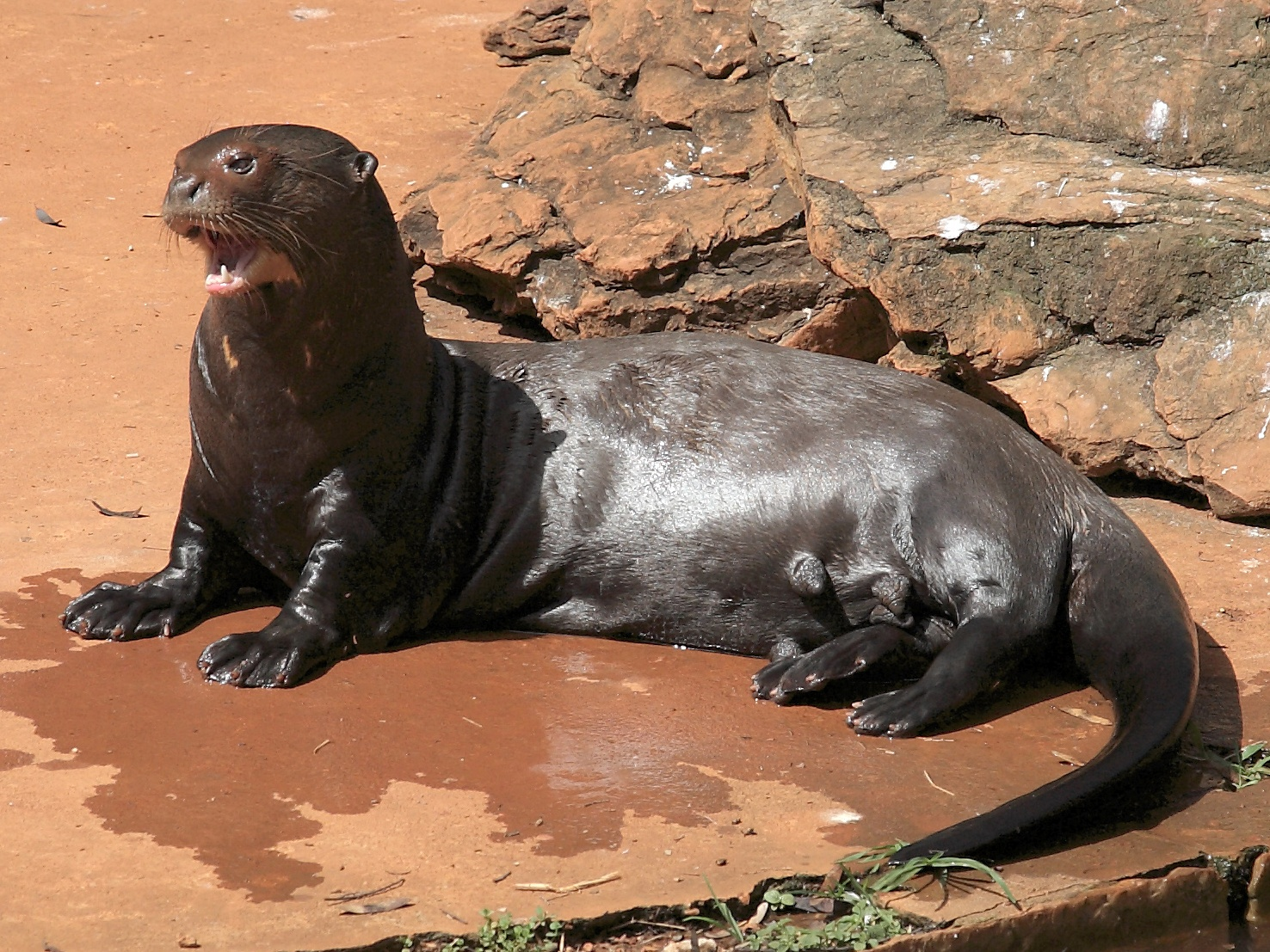
Nutria gigante (Pteronura brasiliensis).

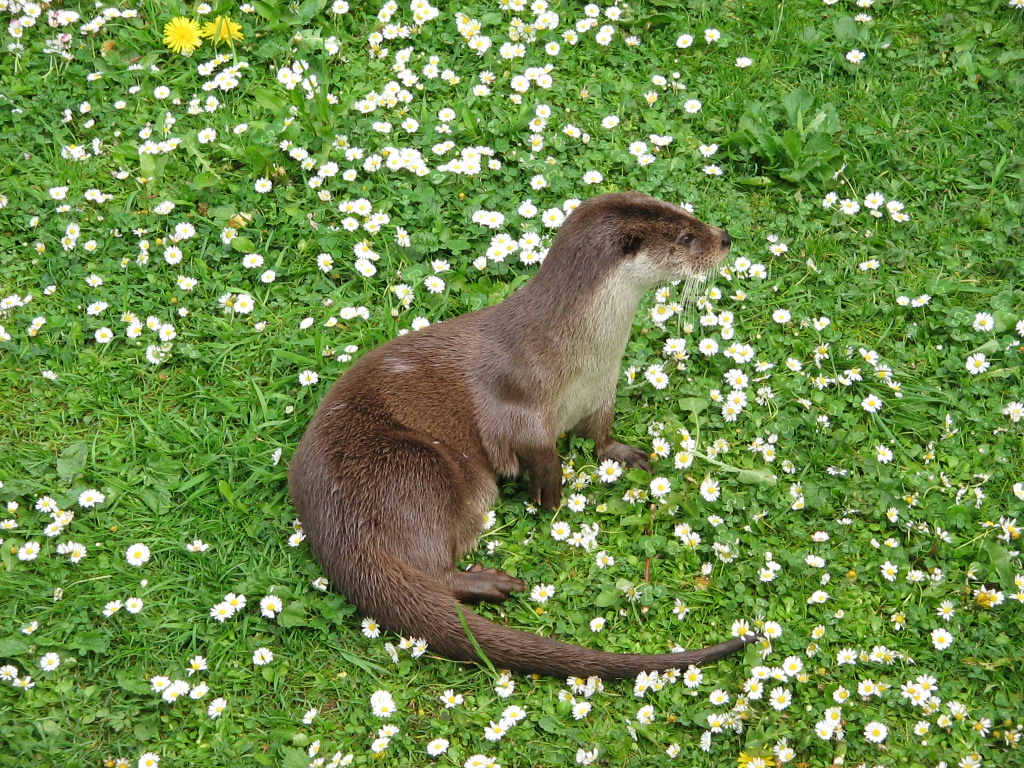
Nutria eurosiática (Lutra lutra).

Se reconocen 13 especies actuales, agrupadas en 7 géneros.
- Género Aonyx
  - Aonyx capensis
  - Aonyx cinereus
- Género Enhydra
  - Enhydra lutris
- Género Hydrictis
  - Hydrictis maculicollis
- Género Lontra
  - Lontra canadensis
  - Lontra felina
  - Lontra longicaudis
  - Lontra provocax
- Género Lutra
  - Lutra lutra
  - †Lutra nippon
  - Lutra sumatrana
- Género Lutrogale
  - Lutrogale perspicillata
- Género Pteronura
  - Pteronura brasiliensis

Además, se conocen los siguientes géneros extintos:
- †Algarolutra
- †Cyrnaonyx
- †Megalenhydris
- †Sardolutra